# Saint-Marcel-sur-Aude
Saint-Marcel-sur-Aude – miejscowość i gmina we Francji, w regionie Oksytania, w departamencie Aude. Przez gminę przepływają rzeki Aude oraz Cesse. 
Według danych na rok 1990 gminę zamieszkiwało 1097 osób, a gęstość zaludnienia wynosiła 131 osób/km² (wśród 1545 gmin Langwedocji-Roussillon Saint-Marcel-sur-Aude plasuje się na 311. miejscu pod względem liczby ludności, natomiast pod względem powierzchni na miejscu 834.).